# Eerste klasse B 2016-17 (voetbal België)
Het seizoen 2016/17 van de Belgische Eerste klasse B ging van start op 5 augustus 2016 en  eindigde in mei 2017. De competitieklasse omvatte acht clubs. Enkel de winnaar van de testwedstrijden tussen beide periodewinnaars promoveerde na afloop van het seizoen naar Eerste klasse A. Indien eenzelfde club beide periodes als winnaar afsloot promoveerde deze automatisch naar de eerste klasse A.

## Gedegradeerde team
Dit team degradeerde in 2016 uit de Eerste Klasse:
- Oud-Heverlee Leuven (16e)

## Gepromoveerde teams
Deze teams promoveerden voor aanvang van het seizoen uit de Tweede Klasse:
- Royal Antwerp FC (3e)
- AFC Tubize (4e)
- Cercle Brugge (5e)
- Union Sint-Gillis (6e)
- Lierse SK (7e)
- Lommel United (8e)
- KSV Roeselare (9e)

Dit waren de 8 hoogst geplaatste ploegen met een licentie profvoetbal 1B, uitgezonderd KAS Eupen dat promoveerde naar eerste klasse A.

## Clubs
Acht clubs speelden in 2016-17 in Eerste Klasse B. Zes clubs kwamen uit Vlaanderen, één club kwam uit Wallonië en één uit Brussel. 

Uitgesplitst in provincies kwamen twee clubs uit West-Vlaanderen en Antwerpen en kwam steeds één club uit de provincies Vlaams-Brabant, Limburg, Waals Brabant en het Brussels Hoofdstedelijk Gewest.
| Nr. kaart | Stam- nummer | Club                | Plaats    | # seiz. 1B |
| --------- | ------------ | ------------------- | --------- | ---------- |
| 1         | 1            | Royal Antwerp FC    | Antwerpen | 1          |
| 2         | 10           | Union Sint-Gillis   | Vorst     | 1          |
| 3         | 12           | Cercle Brugge       | Brugge    | 1          |
| 4         | 30           | K. Lierse SK        | Lier      | 1          |
| 5         | 134          | KSV Roeselare       | Roeselare | 1          |
| 6         | 2554         | Lommel United       | Lommel    | 1          |
| 7         | 5632         | AFC Tubize          | Tubeke    | 1          |
| 8         | 6142         | Oud-Heverlee Leuven | Leuven    | 1          |

### Personen en sponsors
| Stamnummer | Club                | Plaats    | Stadion                         | Capac. | Trainer              | Vorige trainers seizoen 2016/17                                               | Kledingsponsor | Shirtsponsor               |
| ---------- | ------------------- | --------- | ------------------------------- | ------ | -------------------- | ----------------------------------------------------------------------------- | -------------- | -------------------------- |
| 1          | Royal Antwerp FC    | Antwerpen | Bosuilstadion                   | 12.975 | Wim De Decker        | Frederik Vanderbiest, Wim De Decker (a.i.), David Gevaert, Sadio Demba (a.i.) | JAKO           | Heylen Vastgoed            |
| 10         | Union Sint-Gillis   | Brussel   | Koning Boudewijnstadion         | 50.093 | Marc Grosjean        |                                                                               | Patrick        | Culture et Formation       |
| 12         | Cercle Brugge       | Brugge    | Jan Breydelstadion              | 29.062 | José Riga            | Vincent Euvrard                                                               | Acerbis        | ADMB                       |
| 30         | Lierse SK           | Lier      | Herman Vanderpoortenstadion     | 14.538 | Frederik Vanderbiest | Eric Van Meir                                                                 | Leap           | Wadi Degla                 |
| 134        | KSV Roeselare       | Roeselare | Schiervelde                     | 8.340  | Arnauld Mercier      |                                                                               | Joma           | Euro Shop                  |
| 2554       | Lommel United       | Lommel    | Soevereinstadion                | 8.000  | Tom Van Imschoot     | Karel Fraeye, Tom Vandervee (a.i.), Walter Meeuws                             | Legea          | Belien Auto / Derdaele+    |
| 5632       | AFC Tubize          | Tubeke    | Stade Leburton                  | 8.100  | Kim Eun-jung         | Thierry Goudet, William Salvadori (a.i.), Régis Brouard                       | Kappa          |                            |
| 6142       | Oud-Heverlee Leuven | Leuven    | King Power at Den Dreef Stadion | 10.000 | Dennis van Wijk      | Emilio Ferrera                                                                | Vermarc        | Wienerberger (Leuven 2030) |

## Uitslagen en rangschikkingen

### Periodekampioenschappen

#### Periode 1
| Thuis \ Uit         | ANT | CER | LIE | LOM | OHL | ROE | TUB | USG |
| ------------------- | --- | --- | --- | --- | --- | --- | --- | --- |
| Royal Antwerp FC    |     | 2–1 | 0–1 | 1–2 | 2–1 | 1–0 | 2–0 | 4–0 |
| Cercle Brugge       | 1–1 |     | 1–1 | 3–1 | 2–4 | 0–3 | 4–1 | 2–1 |
| Lierse SK           | 2–0 | 2–0 |     | 0–2 | 2–2 | 0–2 | 5–1 | 2–1 |
| Lommel United       | 1–1 | 1–1 | 0–3 |     | 2–2 | 1–2 | 3–6 | 1–2 |
| Oud-Heverlee Leuven | 1–1 | 2–0 | 0–1 | 2–2 |     | 1–1 | 0–1 | 0–3 |
| KSV Roeselare       | 2–1 | 2–1 | 2–2 | 2–0 | 2–2 |     | 1–0 | 2–1 |
| AFC Tubize          | 2–2 | 4–1 | 1–3 | 0–4 | 0–1 | 4–1 |     | 2–2 |
| Union Sint-Gillis   | 1–1 | 3–2 | 2–2 | 3–1 | 2–0 | 1–2 | 0–1 |     |

Dit is de rangschikking voor het eerste periodekampioenschap (augustus 2016 t.e.m. november 2016)
| Pos | Team                | Wed | W | G | V | Ptn | DV | DT | +/− |                 |
| --- | ------------------- | --- | - | - | - | --- | -- | -- | --- | --------------- |
| 1   | KSV Roeselare       | 14  | 9 | 3 | 2 | 30  | 24 | 15 | +9  | Periodekampioen |
| 2   | Lierse SK           | 14  | 8 | 4 | 2 | 28  | 26 | 14 | +12 |                 |
| 3   | Royal Antwerp FC    | 14  | 5 | 5 | 4 | 20  | 19 | 15 | +4  |                 |
| 4   | Union Sint-Gillis   | 14  | 5 | 3 | 6 | 18  | 22 | 22 | 0   |                 |
| 5   | AFC Tubize          | 14  | 5 | 2 | 7 | 17  | 23 | 29 | −6  |                 |
| 6   | Oud-Heverlee Leuven | 14  | 3 | 6 | 5 | 15  | 18 | 21 | −3  |                 |
| 7   | Lommel United       | 14  | 3 | 4 | 7 | 13  | 20 | 27 | −7  |                 |
| 8   | Cercle Brugge       | 14  | 3 | 3 | 8 | 12  | 18 | 27 | −9  |                 |

#### Periode 2
| Thuis \ Uit         | ANT | CER | LIE | LOM | OHL | ROE | TUB | USG |
| ------------------- | --- | --- | --- | --- | --- | --- | --- | --- |
| Royal Antwerp FC    |     | 0–0 | 0–2 | 1–0 | 2–0 | 1–0 | 1–1 | 2–0 |
| Cercle Brugge       | 0–1 |     | 0–1 | 1–0 | 1–0 | 2–2 | 2–1 | 0–1 |
| Lierse SK           | 2–2 | 1–1 |     | 5–1 | 1–1 | 1–1 | 3–0 | 1–0 |
| Lommel United       | 2–4 | 0–1 | 1–1 |     | 2–2 | 1–1 | 1–2 | 0–0 |
| Oud-Heverlee Leuven | 0–0 | 1–0 | 2–3 | 2–1 |     | 1–2 | 1–3 | 2–0 |
| KSV Roeselare       | 1–2 | 3–1 | 2–1 | 2–1 | 2–1 |     | 1–1 | 0–1 |
| AFC Tubize          | 2–4 | 1–3 | 0–3 | 2–0 | 0–2 | 3–1 |     | 3–0 |
| Union Sint-Gillis   | 1–1 | 1–2 | 0–0 | 1–1 | 4–0 | 0–0 | 2–0 |     |

Dit was de rangschikking voor het tweede periodekampioenschap (november 2016 t.e.m februari 2017)
| Pos | Team                | Wed | W | G | V | Ptn | DV | DT | +/− |                 |
| --- | ------------------- | --- | - | - | - | --- | -- | -- | --- | --------------- |
| 1   | Royal Antwerp FC    | 14  | 8 | 5 | 1 | 29  | 21 | 11 | +10 | Periodekampioen |
| 2   | Lierse SK           | 14  | 7 | 6 | 1 | 27  | 25 | 11 | +14 |                 |
| 3   | Cercle Brugge       | 14  | 6 | 3 | 5 | 21  | 14 | 13 | +1  |                 |
| 4   | KSV Roeselare       | 14  | 5 | 5 | 4 | 20  | 18 | 17 | +1  |                 |
| 5   | AFC Tubize          | 14  | 5 | 2 | 7 | 17  | 19 | 24 | −5  |                 |
| 6   | Union Sint-Gillis   | 14  | 4 | 5 | 5 | 17  | 11 | 12 | −1  |                 |
| 7   | Oud-Heverlee Leuven | 14  | 4 | 3 | 7 | 15  | 13 | 21 | −8  |                 |
| 8   | Lommel United       | 14  | 0 | 5 | 9 | 5   | 11 | 25 | −14 |                 |

### Eindrangschikking
Behalve de twee periodes had ook de eindrangschikking een belangrijke rol in deze competitie. De drie hoogstgeplaatste ploegen (kampioen niet inbegrepen) plaatsten zich voor Play-Off 2 met ploegen 7 tot 15 uit 1A. Deze ploegen streden daarin voor een Europees ticket. De vier ploegen die het laagste eindigden (kampioen niet inbegrepen) moesten Play-Off 3 spelen om het behoud, met een halvering van de behaalde punten in de eindrangschikking.
De eerste van de twee finalematchen tussen de twee periodekampioenen werd gespeeld op het veld van de ploeg die het laagste geëindigd is in de eindrangschikking.
Dit is de eindrangschikking van het reguliere kampioenschap (augustus 2016 t.e.m. februari 2017)
| Pos | Team                    | Wed | W  | G  | V  | Ptn | DV | DT | +/− |          |
| --- | ----------------------- | --- | -- | -- | -- | --- | -- | -- | --- | -------- |
| 1   | K. Lierse SK            | 28  | 15 | 10 | 3  | 55  | 51 | 25 | +26 | PO II    |
| 2   | KSV Roeselare           | 28  | 14 | 8  | 6  | 50  | 42 | 32 | +10 | PO II    |
| 3   | Royal Antwerp FC        | 28  | 13 | 10 | 5  | 49  | 40 | 26 | +14 | Kampioen |
| 4   | R. Union Saint-Gilloise | 28  | 9  | 8  | 11 | 35  | 33 | 34 | −1  | PO II    |
| 5   | AFC Tubize              | 28  | 10 | 4  | 14 | 34  | 42 | 53 | −11 | PO III   |
| 6   | Cercle Brugge           | 28  | 9  | 6  | 13 | 33  | 32 | 40 | −8  | PO III   |
| 7   | Oud-Heverlee Leuven     | 28  | 7  | 9  | 12 | 30  | 33 | 42 | −9  | PO III   |
| 8   | Lommel United           | 28  | 3  | 9  | 16 | 18  | 31 | 52 | −21 | PO III   |

PO II: Play-off II, PO III: Play-off III

### Titelwedstrijden
De twee periodewinnaars speelden heen en terug om de kampioen van eerste klasse B te bepalen. Dit waren KSV Roeselare en Royal Antwerp FC. De eerste wedstrijd werd gespeeld op het terrein van de ploeg die het laagste eindigde is in de eindrangschikking. Dit was Royal Antwerp FC.
|                            |                                                    |       |               |                                                                          |
| 5 maart 2017 14:30 (UTC+1) | Royal Antwerp FC                                   | 3 – 1 | KSV Roeselare | Bosuilstadion, Deurne Toeschouwers: 12.600 Scheidsrechter: Ken Vermeiren |
| 5 maart 2017 14:30 (UTC+1) | Dequevy 35' Damman 57' (e.d.) Hairemans 73' (pen.) |       | 64' Schmisser | Bosuilstadion, Deurne Toeschouwers: 12.600 Scheidsrechter: Ken Vermeiren |

|                             |               |                    |                          |                                                                            |
| 11 maart 2017 20:00 (UTC+1) | KSV Roeselare | 1 – 2 (2 – 5 agg.) | Royal Antwerp FC         | Schiervelde, Roeselare Toeschouwers: 7.200 Scheidsrechter: Erik Lambrechts |
| 11 maart 2017 20:00 (UTC+1) | Schmisser 35' |                    | 30' Dierckx 78' Limbombe | Schiervelde, Roeselare Toeschouwers: 7.200 Scheidsrechter: Erik Lambrechts |

### Play-off 3
In Play-off 3 namen de vier laagst gerangschikte ploegen uit de eindrangschikking deel (kampioen uitgezonderd). De ploegen startten met een halvering van hun puntentotaal in de eindrangschikking. Bij een kommagetal werd naar boven afgerond.
De ploeg die laatste eindigde in deze rangschikking degradeerde naar Eerste klasse amateurs.
Resultaten en rangschikking
| Pos | Team                | Wed | W | G | V | Ptn | DV | DT | +/− |  |     | TUB | OHL | CER | LOM |
| --- | ------------------- | --- | - | - | - | --- | -- | -- | --- |  | --- | --- | --- | --- | --- |
| 1   | AFC Tubize          | 6   | 1 | 4 | 1 | 24  | 6  | 6  | 0   |  |     | —   | 1–0 | 2–2 | 0–0 |
| 2   | Oud-Heverlee Leuven | 6   | 2 | 2 | 2 | 23  | 4  | 4  | 0   |  | 1–1 | —   | 1–0 | 1–0 |     |
| 3   | Cercle Brugge KSV   | 6   | 1 | 3 | 2 | 23  | 4  | 9  | −5  |  | 1–1 | 0–0 | —   | 0–5 |     |
| 4   | Lommel United       | 6   | 3 | 1 | 2 | 19  | 9  | 4  | +5  |  |     | 2–1 | 2–1 | 0–1 | —   |

: Degradeert na dit seizoen naar de eerste klasse amateurs

## Topschutter
| Nr. | Speler              | Club                    | D  | W  | GPW  |
| --- | ------------------- | ----------------------- | -- | -- | ---- |
| 1.  | Dylan De Belder     | K. Lierse SK            | 21 | 28 | 0.75 |
| 2.  | Yvan Yagan          | Cercle Brugge           | 11 | 28 | 0,39 |
| 3.  | Christophe Bertjens | Lommel United           | 10 | 22 | 0,45 |
| 4.  | Nicolas Rajsel      | R. Union Saint-Gilloise | 10 | 21 | 0,48 |
| 5.  | Mamadou Diallo      | AFC Tubize              | 9  | 25 | 0,36 |

Bij een gelijk aantal doelpunten wordt er rekening gehouden met het aantal doelpunten in uitwedstrijden, het aantal speelminuten, het aantal assists en het aantal doelpunten zonder de strafschoppen. Bron: 

## Trainerswissels
| Trainer              | Datum                 | Club                | Reden voor ontslag of vertrek                                          | Positie          | Opvolger             | Datum aanstellen opvolger |
| -------------------- | --------------------- | ------------------- | ---------------------------------------------------------------------- | ---------------- | -------------------- | ------------------------- |
| David Gevaert        | einde seizoen 2015/16 | Antwerp FC          | Naast promotie gegrepen                                                | voor het seizoen | Frederik Vanderbiest | 19 mei 2016               |
| Frederik Vanderbiest | einde seizoen 2015/16 | Cercle Brugge       | Overstap naar Antwerp FC                                               | voor het seizoen | Vincent Euvrard      | 25 mei 2016               |
| Franky Van der Elst  | einde seizoen 2015/16 | KSV Roeselare       | Einde contract, tegenvallende resultaten                               | voor het seizoen | Arnauld Mercier      | 24 mei 2016               |
| Colbert Marlot       | einde seizoen 2015/16 | AFC Tubize          | In onderling overleg wegens onenigheden                                | voor het seizoen | Thierry Goudet       | 8 juni 2016               |
| Thierry Goudet       | 17 augustus 2016      | AFC Tubize          | Tegenvallende resultaten                                               | 8e               | Régis Brouard        | 29 augustus 2016          |
| Karel Fraeye         | 8 oktober 2016        | Lommel United       | Tegenvallende resultaten                                               | 8e               | Walter Meeuws        | 28 oktober 2016           |
| Frederik Vanderbiest | 11 oktober 2016       | Antwerp FC          | Tegenvallende resultaten                                               | 4e               | David Gevaert        | 17 oktober 2016           |
| Vincent Euvrard      | 28 oktober 2016       | Cercle Brugge       | Tegenvallende resultaten                                               | 7e               | José Riga            | 1 november 2016           |
| David Gevaert        | 10 november 2016      | Antwerp FC          | Vertrokken omdat hij zich niet kon vinden in de toenmalige constructie | 3e               | Wim De Decker        | 17 november 2016          |
| Walter Meeuws        | 23 november 2016      | Lommel United       | Tegenvallende resultaten en afwijkende visie                           | 8e               | Tom Van Imschoot     | 23 november 2016          |
| Emilio Ferrera       | 15 januari 2017       | Oud-Heverlee Leuven | Tegenvallende resultaten                                               | 5e               | Dennis van Wijk      | 19 januari 2017           |
| Eric Van Meir        | 15 maart 2017         | Lierse SK           | Doelstelling niet gehaald                                              | 1e               | Frederik Vanderbiest | 17 maart 2017             |
| Régis Brouard        | 20 april 2017         | AFC Tubize          | Tegenvallende resultaten in Play-Off III, degradatiegevaar             | 2e in POIII      | Kim Eun-jung         | 20 april 2017             |

## Appendix
Nationaal voetbal · Regionaal voetbal · Provinciaal voetbal · KBVB · Nationaal voetbalelftal · Nationaal dameselftal
Belgisch nationaal voetbal
Eerste klasse A · Eerste klasse B · Eerste nationale · Beker van België · Belgische Supercup
Super League · Eerste klasse (vrouwen) · Tweede klasse (vrouwen) · Beker van België (vrouwen) · Belgische Supercup (vrouwen)
Belgisch regionaal voetbal
Tweede afdeling · Derde afdeling
2016/17 · 2017/18 · 2018/19 · 2019/20 · 2020/21 · 2021/22 · 2022/23 · 2023/24 · 2024/25